# Saalkirche (Ingelheim)

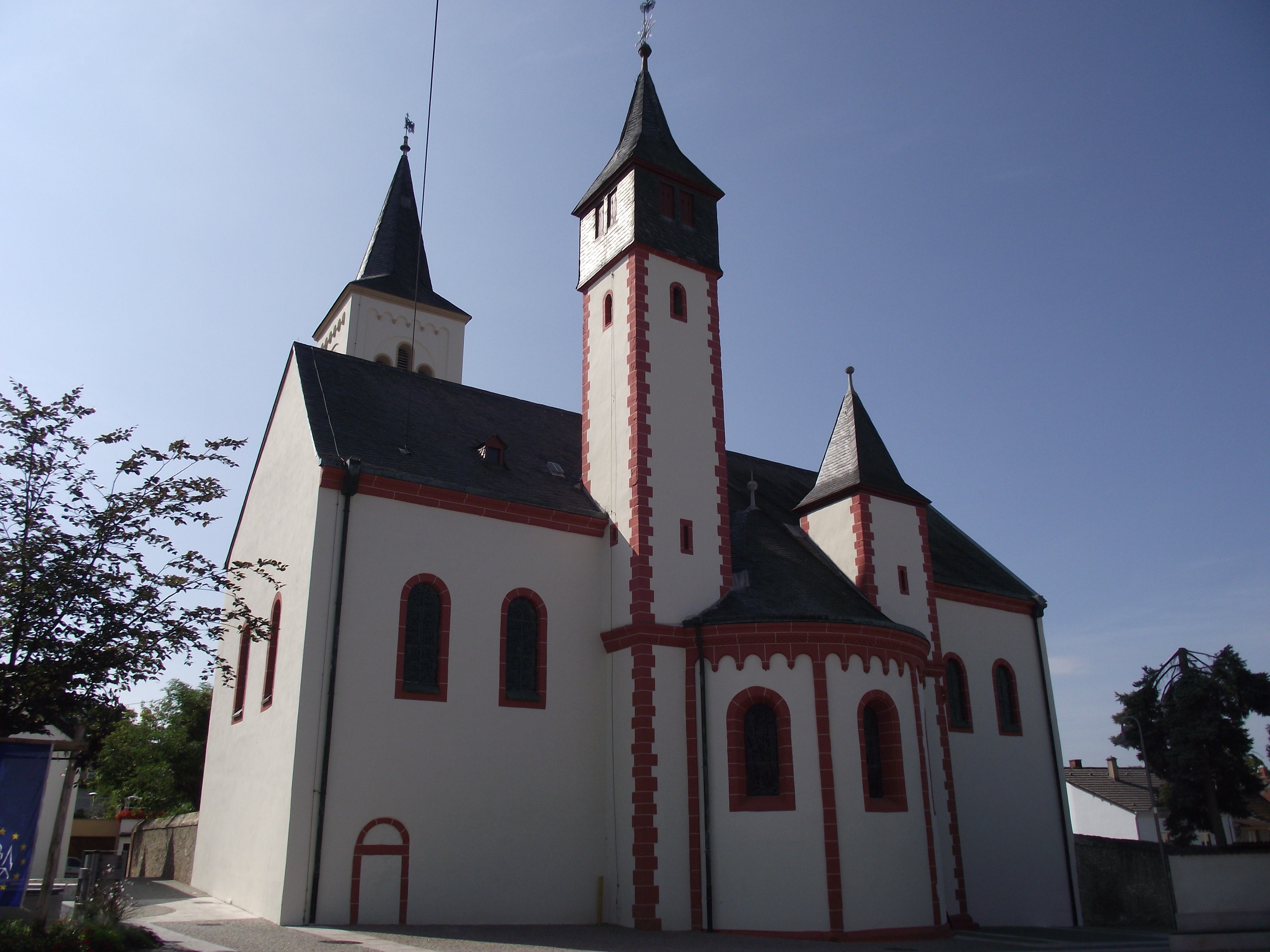
Die Saalkirche von Osten

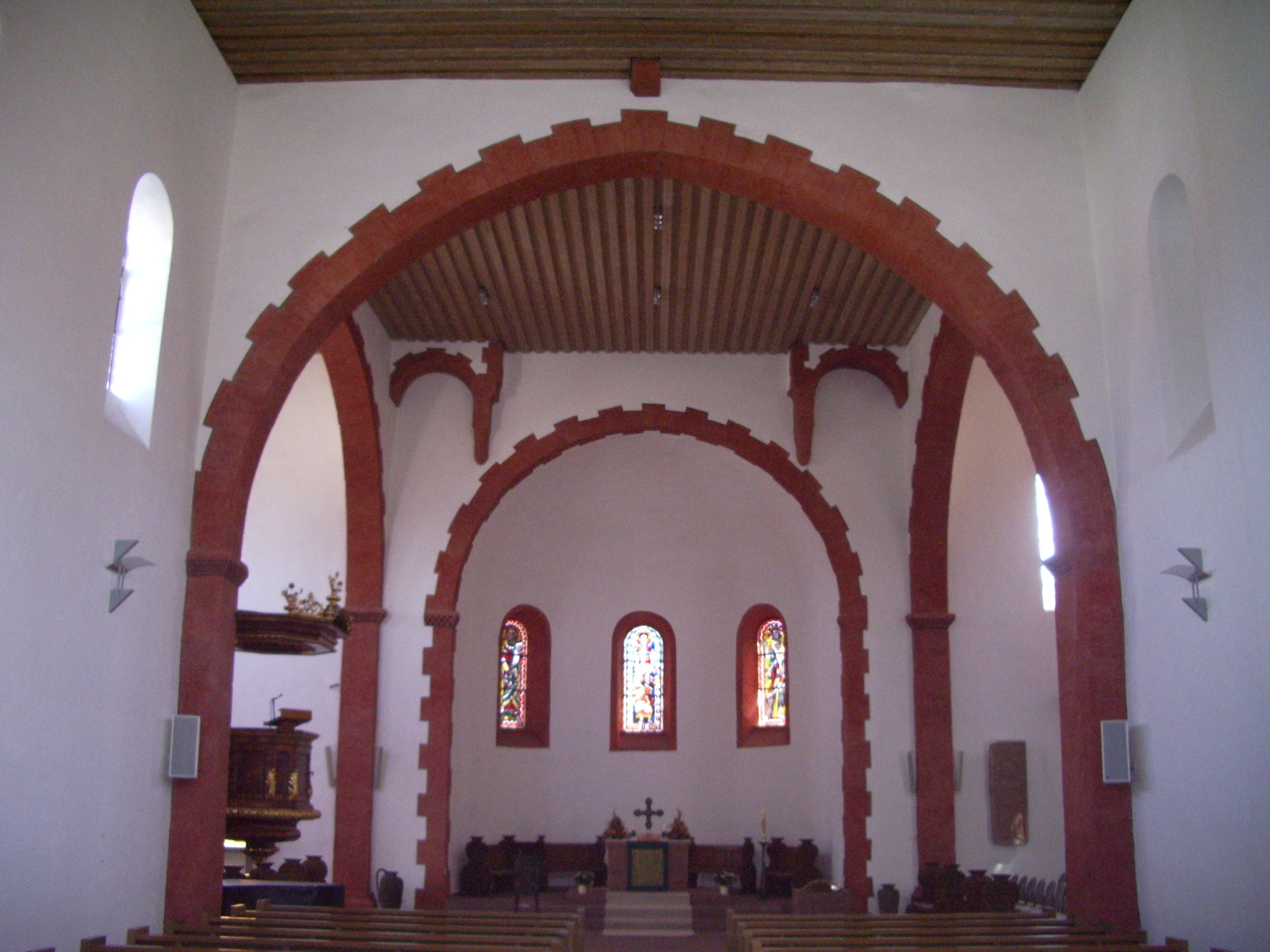
Blick zum Chor

Die vorromanische evangelische Saalkirche ist die zweit- oder drittälteste Kirche in Ingelheim am Rhein.
Der Name der Kirche beruht nicht auf der Tatsache, dass es sich um eine Kirche vom Typ Saalkirche handelt, sondern auf dem Standort im „Saal“ genannten Gebiet des Stadtteils Nieder-Ingelheim, in dem früher die Ingelheimer Kaiserpfalz stand.

## Architektur

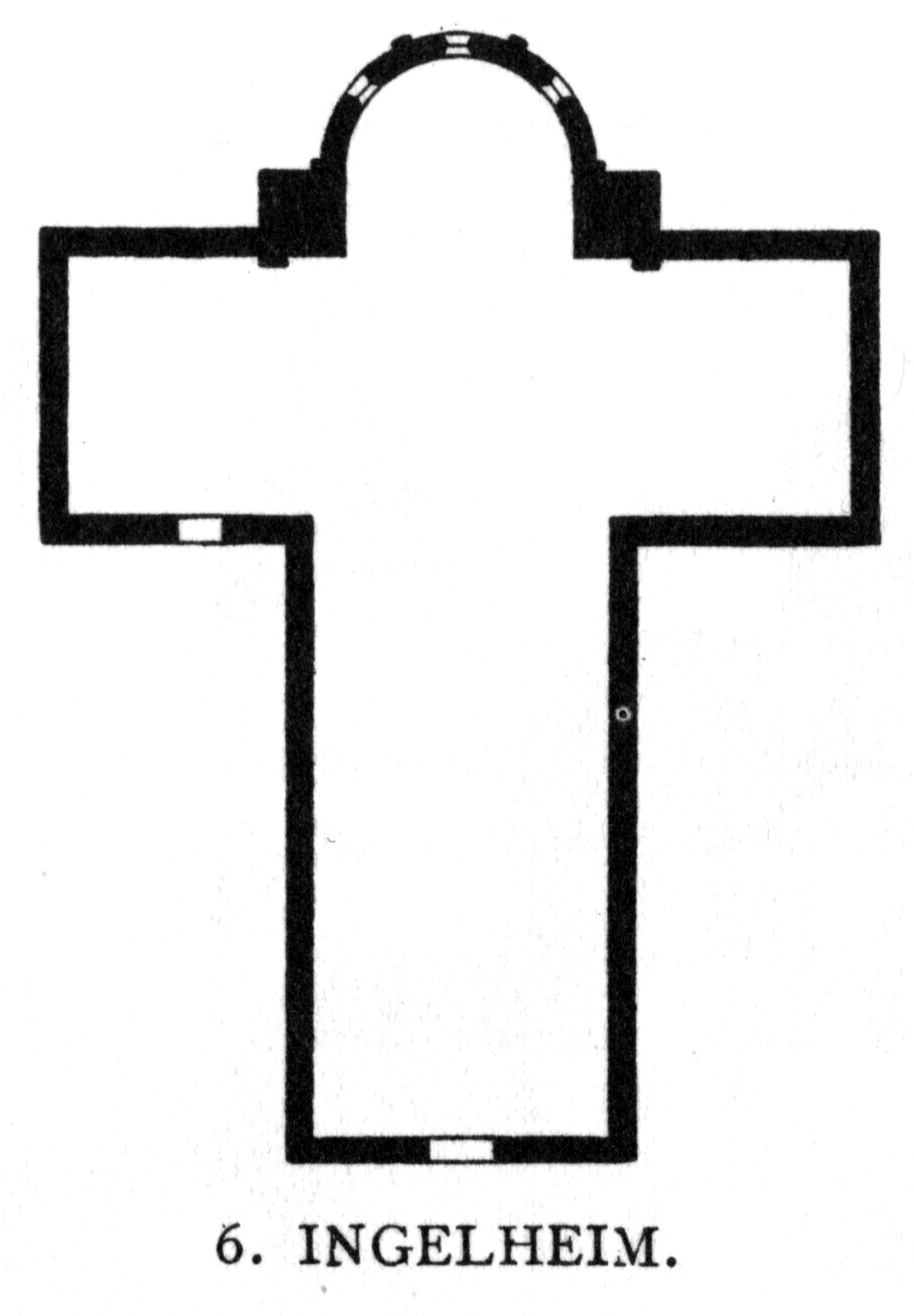
Grundriss (vor 1861)

Die Kirche ist ein einschiffiger Bau in der Form eines lateinischen Kreuzes. Die Apsis wird im Norden und Süden flankiert von zwei schmalen Türmen. Der heutige Hauptturm entstand erst 1861.
Die Kirche ist heute außen zweifarbig verputzt. Mit rotem Putz wird hierbei Baumasse aus ottonischer Zeit besonders hervorgehoben.
Durch die vergleichsweise hoch über dem Boden ansetzenden Rundbogenfenster, sowie die insgesamt leicht gedrungene Bauweise, vermittelt der Bau einen trutzigen Eindruck und deutet damit bereits die aufkommende romanische Bauweise an.

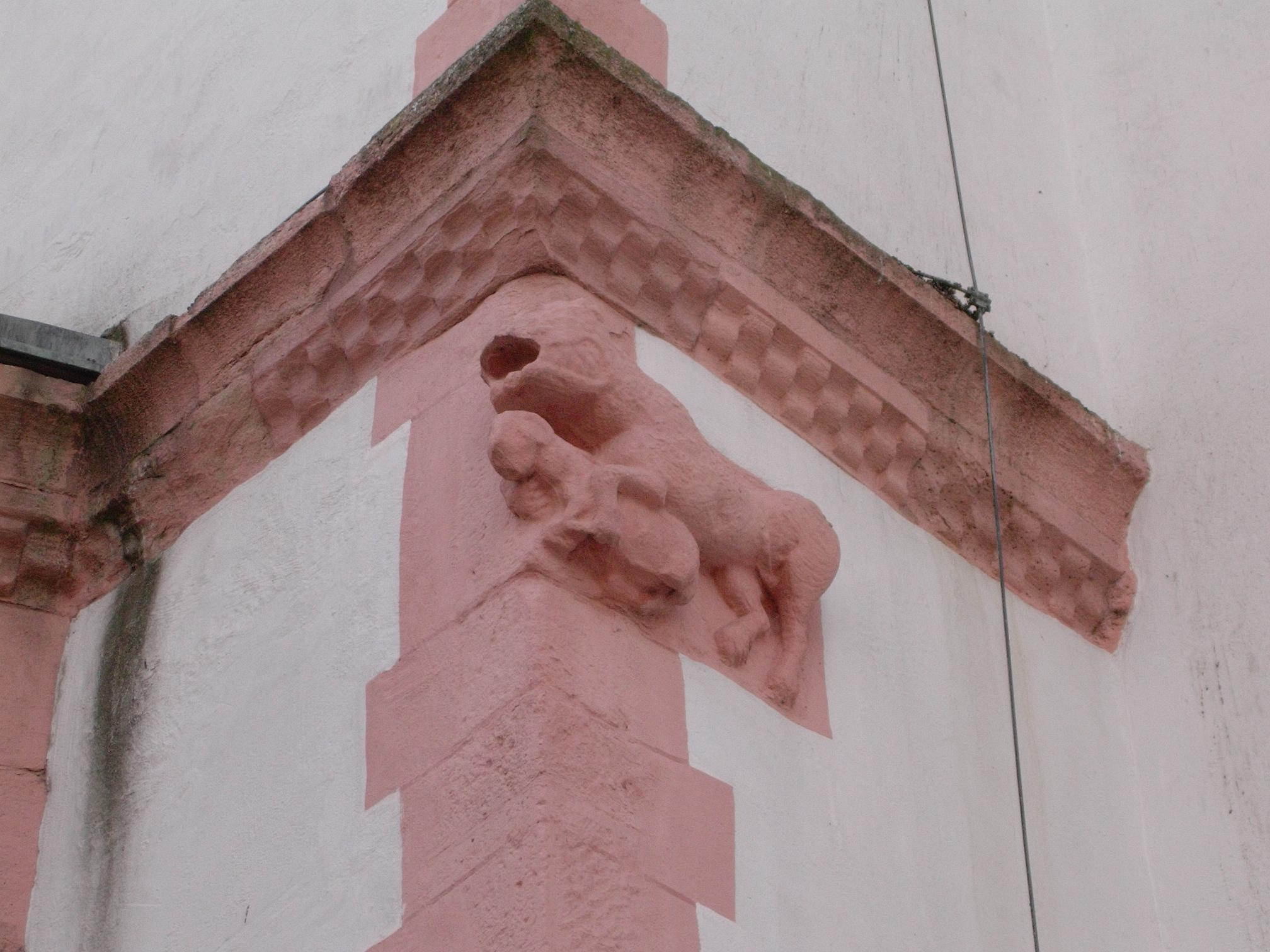
Kämpfer

Bemerkenswert ist die Darstellung eines von einem Löwen geschlagenen Lammes am Kämpfer an der Südseite der Apsis.
Auffallend im Inneren sind die monumentalen Vierungsbögen. die die Vierung deutlich von Langhaus, Querhaus und Apsis absetzen.
Die drei Fenster der Apsis wurden 1963 durch Heinz Hindorf geschaffen. Sie zeigen von links nach rechts: Mose mit den Gesetzestafeln, Christus als Auferstandenen sowie Johannes den Täufer.

## Geschichte
Die Ingelheimer Kaiserpfalz verfügte zwar über eine kleine Palastkapelle unter dem Patrozinium des heiligen Petrus, geistliches Zentrum war jedoch – zumal für hohe Feiertage oder die Synode von 948 – die nahegelegene Remigiuskirche.
Für lange Zeit wurde die heutige Kirche als identisch mit der zur Kaiserpfalz gehörenden Kapelle St. Peter betrachtet. Durch Funde von Pingsdorfer Keramik im Fußboden konnten Sage/Wengenroth-Weimann/Ament jedoch nachweisen, dass der heutige Bau nach 900, also unter ottonischer Herrschaft, entstanden sein muss.
Neueren Forschungen zufolge war der eigentliche Grund für den Bau einer repräsentativen Kirche im Gebiet der Kaiserpfalz die Ausprägung der so genannten Festkrönungen im 10. Jahrhundert. Für diese Veranstaltung wurden zwei Sakralbauten benötigt, woraus sich die Notwendigkeit eines Neubaus zwingend ergab.
Ihre heutige Form erhielt die Kirche in der Mitte des 12. Jahrhunderts unter Barbarossa.
Die Kaiserpfalz hatte den Zenit ihrer politischen Bedeutung bereits lange überschritten, als Karl IV. am 14. Januar 1345 im Saal das Karlsmünster genannte Augustiner-Chorherrenstift gründete, dessen Teil die Kirche fortan war. Diese Tatsache bewahrte sie zunächst davor, das Schicksal der umliegenden Gebäude zu teilen und als Steinbruch für die 1402 beginnende Besiedlung des Saals zu dienen. Im Zuge der Reformation wurde jedoch 1576 das Stift aufgehoben und die Kirche als Gottesdienstraum aufgegeben. In einem Bericht von Nicolaus Lindenmayr aus dem Jahre 1638 heißt es, dass die Kirche während des Dreißigjährigen Kriegs von schwedischen Truppenteilen bis auf den Chor und die Mauern des Querschiffs eingestürzt sei.
Nach dem Ende des Pfälzischen Erbfolgekrieges wurde 1705 der reformierten Gemeinde die Saalkirche als Gottesdienstraum zugewiesen, die sie ab 1707 wieder nutzte. Dem sich bis 1792 hinziehenden Wiederaufbau war jedoch kein Glück beschieden. Bereits 1794 wurde die Kirche von französischen Revolutionstruppen beschlagnahmt und diente als Pferdestall, Hospital und Gefängnis. Erst 1803 konnte erneut mit der Renovierung begonnen werden und am 26. August 1804 fand der erste Gottesdienst nach den Wirren der Revolution statt.
Die Rekonstruktion der Kirche in ihren historischen Maßen – insbesondere die Wiedererrichtung des Langhauses – wurde erst 1965 vollendet.
Während der COVID-19-Pandemie wurden seit März 2020 mehrere ZDF-Fernsehgottesdienste aus der Kirche übertragen. Im Fernsehgottesdienst am 29. März 2020 predigte Volker Jung, im Gottesdienst am 12. April 2020 (Ostersonntag) Annette Kurschus, im Gottesdienst am 26. April 2020 Wolfgang Huber und im Gottesdienst am 3. Mai 2020 Heinrich Bedford-Strohm.

## Orgeln
In der Saalkirche befinden sich drei Orgeln:
- In der Vierung steht ein kleines Orgelpositiv mit mechanischer Schleiflade, erbaut von der Werkstatt Förster & Nicolaus Orgelbau.
- Im rechten Querhaus befindet sich eine historische Orgel, die bis 2008 auf der Westempore stand, nunmehr in das Querhaus umgesetzt wurde, wo das Instrument ursprünglich errichtet worden war.
- Auf der Westempore wurde Platz für eine neue Hauptorgel geschaffen, die Ende 2013 eingeweiht wurde.

### Dreymann-Orgel

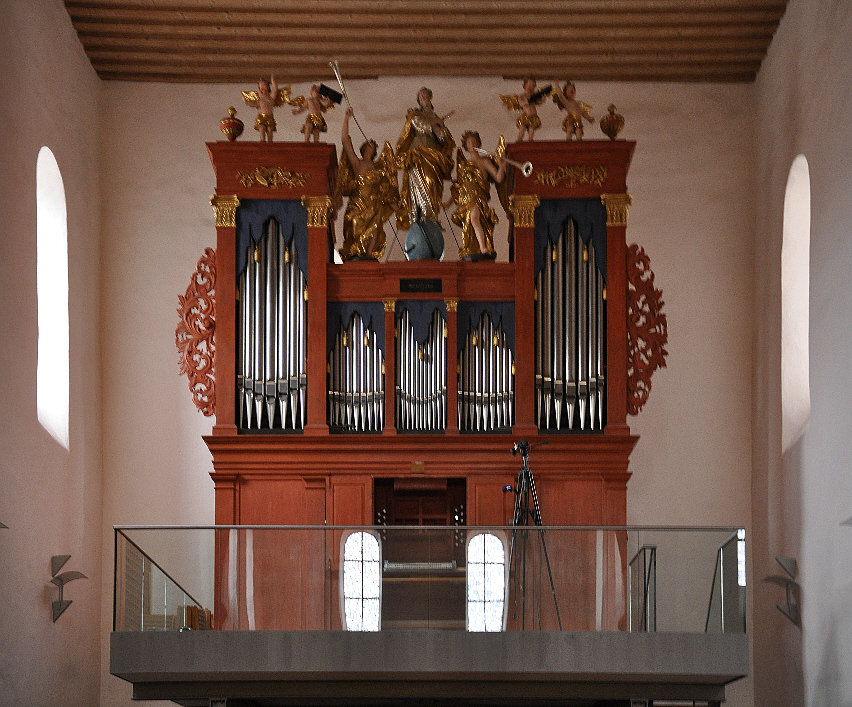
Prospekt der Dreymann-Orgel

Die Orgel im rechten Querhaus wurde 1853 von Bernhard Dreymann (Mainz) geschaffen. Umbauten erfolgten 1969 durch Kemper und 1985 durch Förster & Nicolaus. Der Spieltisch befindet sich unterhalb der Prospektpfeifen in der Mitte des Gehäusesockels, so dass der Organist dem Gottesdienstraum den Rücken zuwendet.
| I Hauptwerk C–g3 |            |       |
| 1.               | Bourdon    | 16′   |
| 2.               | Principal  | 08′   |
| 3.               | Gedeckt    | 08′   |
| 4.               | Gamba      | 08′   |
| 5.               | Oktav      | 04′   |
| 6.               | Gedeckt    | 04′   |
| 7.               | Quint      | 2 ⁄3′ |
| 8.               | Oktav      | 02′   |
| 9.               | Mixtur III |       |
|                  | Tremulant  |       |

| II Nebenwerk C–g3 |                |    |
| 10.               | Flöte          | 8′ |
| 11.               | Salicional     | 8′ |
| 12.               | Principal      | 4′ |
| 13.               | Waldflöte      | 2′ |
| 14.               | Mixtur III     |    |
| 15.               | Oboe (ab fis0) | 8′ |

| Pedal C–f1 |               |     |
| 16.        | Subbass       | 16′ |
| 17.        | Principalbass | 08′ |
| 18.        | Octavbass     | 04′ |
| 19.        | Hintersatz IV |     |
| 20.        | Posaune       | 16′ |

- Koppeln: II/I, I/P, II/P

### Skinner-Orgel

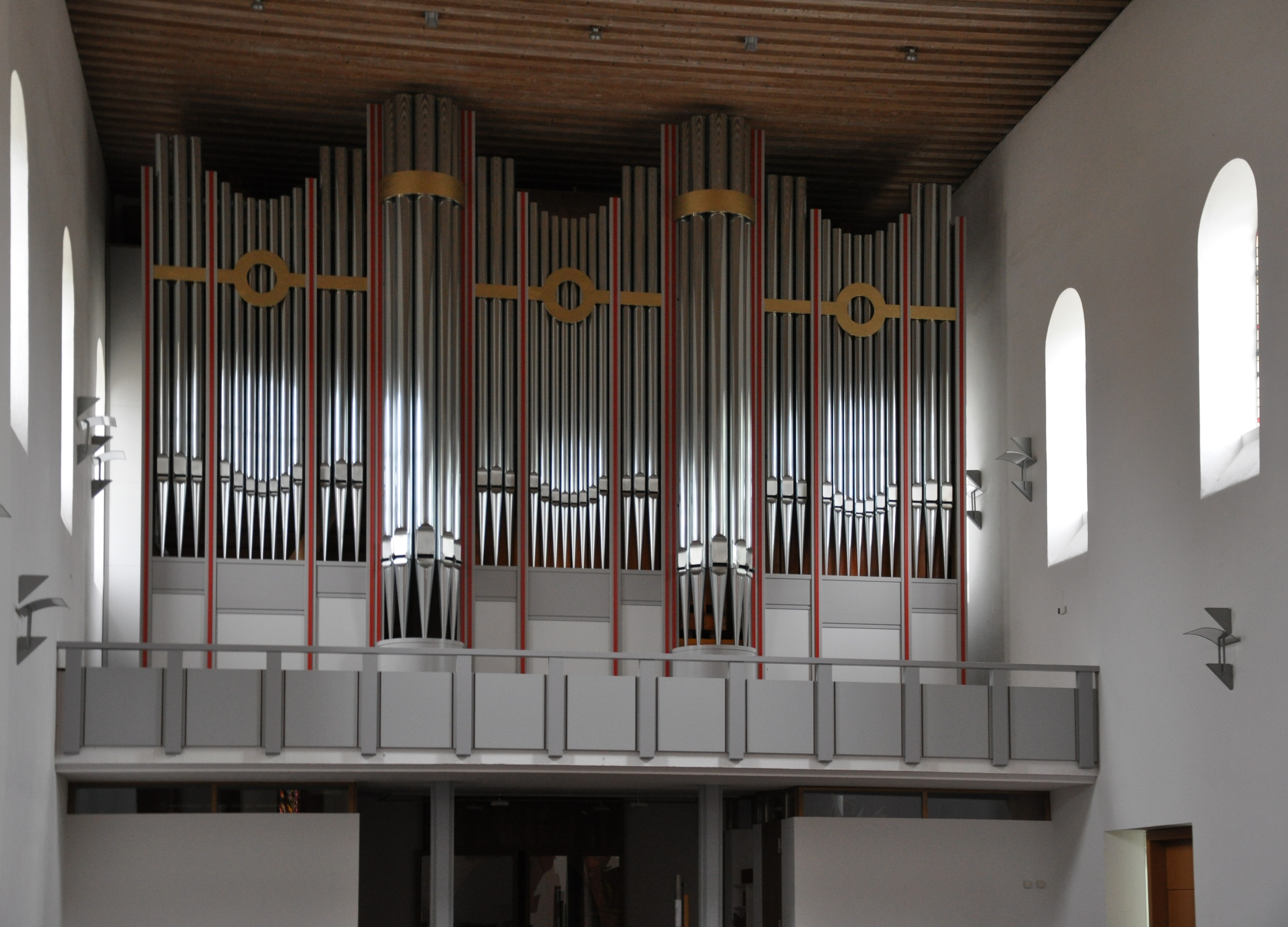
Skinner-Orgel im Gehäuse von Klais

2008 erwarb die Gemeinde eine gebrauchte Orgel von der First Presbyterian Church aus Passaic (New Jersey), USA – mit Ausnahme des Orgelgehäuses und der Prospektpfeifen, welche unter Denkmalschutz standen und in der Kirche verbleiben mussten. Dieses Instrument war im Jahr 1930 von Ernest Martin Skinner erbaut worden; im Jahre 1952 erweiterte die Nachfolgefirma Aeolian-Skinner das Instrument um das bereits im Jahre 1930 vorgesehene Echowerk.
Das klanglich weitgehend unveränderte Instrument wurde von der Orgelbaufirma Johannes Klais (Bonn) umfassend restauriert und im Jahre 2013 in einem neuen Gehäuse und mit einer neuen Spielanlage auf der Westempore der Saalkirche aufgestellt; das Echowerk wurde als Chororgel im Südquerhaus unter der Empore der Dreymann-Orgel aufgestellt; außerdem wurde die Orgel nach dem Vorbild anderer Skinner-Orgeln mit originalem Pfeifenwerk der Firma Skinner erweitert. Die Orgel verfügt heute über 51 Register bzw. 82 Ranks (Pfeifenreihen und Auszüge) mit insgesamt 3967 Pfeifen auf vier Manualwerken und Pedal. Die 16′, 8′ und 4′ Register von Choir, Swell und Solo Organ sind für die Superoktav-Koppeln bis c5 ausgebaut. Aus drei Pfeifenreihen der Solo Organ werden fünf Register erzeugt, welche als Orchestral an jedes andere Manual gekoppelt werden können (floating). Das Gesamtgewicht der Orgelanlage beträgt etwa 20 Tonnen.
| I Choir Organ C–c4 |                      |        |
| 01.                | Gamba                | 16′    |
| 02.                | Diapason             | 08′    |
| 03.                | Concert Flute        | 08′    |
|                    | Gamba (Ext Nr. 1)    | 08′    |
| 04.                | Dulciana             | 08′    |
| 05.                | Unda Maris           | 08′    |
| 06.                | Flute d’Amore        | 04′    |
|                    | Gambetta (Ext Nr. 1) | 04′    |
| 07.                | Nazard               | 2 ⁄3′  |
| 08.                | Piccolo              | 02′    |
| 09.                | Tierce               | 1 3⁄5′ |
| 10.                | Larigot              | 1 ⁄3′  |
| 11.                | Corno di Bassetto    | 08′    |
|                    | Tremolo              |        |

| II Great Organ C–c4 |                             |       |
| 12.                 | Diapason                    | 16′   |
| 13.                 | Bourdon                     | 16′   |
| 14.                 | First Diapason              | 08′   |
| 15.                 | Second Diapason             | 08′   |
|                     | Third Diapason (Ext Nr. 12) | 08′   |
| 16.                 | Principal Flute*            | 08′   |
| 17.                 | Erzähler*                   | 08′   |
| 18.                 | Erzähler Celeste*           | 08′   |
| 19.                 | Octave                      | 04′   |
| 20.                 | Harmonic Flute*             | 04′   |
| 21.                 | Fifteenth*                  | 02′   |
| 22.                 | Grave Mixture II            | 2 ⁄3′ |
| 23.                 | Chorus Mixture IV*          | 02′   |
| 24.                 | Tromba*                     | 08′   |

| III Swell Organ C–c4 |                    |     |
| 25.                  | Bourdon            | 16′ |
| 26.                  | Diapason           | 08′ |
| 27.                  | Rohrflöte          | 08′ |
| 28.                  | Flauto dolce       | 08′ |
| 29.                  | Flute Celeste      | 08′ |
| 30.                  | Salicional         | 08′ |
| 31.                  | Voix Celeste       | 08′ |
| 32.                  | Echo Viole         | 08′ |
| 33.                  | Viole Celeste      | 08′ |
| 34.                  | Octave             | 04′ |
| 35.                  | Flute triangulaire | 04′ |
| 36.                  | Flautino           | 02′ |
| 37.                  | Mixture III        | 02′ |
| 38.                  | Waldhorn           | 16′ |
| 39.                  | Trumpet            | 08′ |
| 40.                  | Oboe               | 08′ |
| 41.                  | Vox humana         | 08′ |
| 42.                  | Clairon            | 04′ |
|                      | Tremolo            |     |

| IV Solo Organ C–c4 |                               |     |
| 43.                | Gamba                         | 08′ |
| 44.                | Gamba celeste                 | 08′ |
| 45.                | Flauto Mirabilis              | 08′ |
|                    | Orchestral Flute (Ext Nr. 45) | 04′ |
|                    | Fagotto (Ext Nr. 48)          | 16′ |
| 46.                | French Horn                   | 08′ |
| 47.                | English Horn                  | 08′ |
| 48.                | Orchestral Oboe               | 08′ |
| 49.                | Tuba Mirabilis                | 08′ |
|                    | Tremolo                       |     |

| Orchestral (floating) C–c4 |                               |     |
|                            | Flauto Mirabilis (= Nr. 45)   | 08′ |
|                            | Orchestral Flute (Ext Nr. 45) | 04′ |
|                            | Fagotto (Ext Nr. 48)          | 16′ |
|                            | Orchestral Oboe (= Nr. 48)    | 08′ |
|                            | Tuba Mirabilis (= Nr. 49)     | 08′ |

| Pedalwerk C–g1 |                             |     |
|                | Gravissima (ak. aus Nr. 50) | 64′ |
| 50.            | Contra Bourdon              | 32′ |
|                | Resultant (ak. aus Nr. 51)  | 32′ |
| 51.            | Diapason                    | 16′ |
|                | Diapason (= Nr. 12)         | 16′ |
|                | Bourdon (= Nr. 13)          | 16′ |
|                | Gamba (= Nr. 1)             | 16′ |
|                | Echo Lieblich (= Nr. 25)    | 16′ |
|                | Octave (Ext Nr. 51)         | 08′ |
|                | Third Diapason (Ext Nr. 12) | 08′ |
|                | Gedeckt (Ext Nr. 50)        | 08′ |
|                | Still Gedeckt (= Nr. 28)    | 08′ |
|                | Cello (Ext Nr. 1)           | 08′ |
|                | Flute (= Nr. 45)            | 08′ |
|                | Super Octave (Ext Nr. 50)   | 04′ |
|                | Diapason (Ext Nr. 12)       | 04′ |
|                | Flute (Ext Nr. 45)          | 04′ |
|                | Bombarde (Ext. Nr. 52)      | 32′ |
| 52.            | Trombone                    | 16′ |
|                | Waldhorn (= Nr. 38)         | 16′ |
|                | Fagotto (Ext Nr. 48)        | 16′ |
|                | Tuba mirabilis (= Nr. 49)   | 08′ |
|                | Tromba (Ext Nr. 52)         | 08′ |
|                | Orchestral Oboe (= Nr. 48)  | 08′ |
|                | Oboe Clairon (Ext Nr. 48)   | 04′ |

Die mit * gekennzeichneten Register des Great stehen in einem eigenen Schweller
- Koppeln
  - für Choir, Great, Swell und Solo gibt es jeweils 16′, Unison off und 4′, sowie für Pedal 4′
  - Pedalkoppeln: Choir, Great, Swell, Solo als 8′ und 4′
  - Greatkoppeln: Choir, Swell, Solo als 16′, 8′ und 4′
  - Choirkoppeln: Swell, Solo als 16′, 8′ und 4′
  - Swellkoppeln: Choir, Solo als 16′, 8′ und 4′
  - Solokoppeln: Choir, Great, Swell als 16′, 8′ und 4′
  - Sonderkoppeln: Choir/Great (I/II) 5 1⁄3′, Pedal/Solo (P/IV), French Manual Transfer (I/II); Orchestral an I, II, III
- Effektregister: Celesta (Choir), Harp (Choir), Chimes (Solo)

## Die Maße der Saalkirche
- Innenlänge ohne Apsis: 32 m
- Breite des Mittelschiffs: 12,5 m
- Breite der Querhäuser: 8,1 m
- Innere Breite: 28,7 m

## Kirchenmusiker
- Carsten Lenz